# Valentín Elizalde
Valentín Elizalde (Navojoa, 1 februari 1979 – Reynosa, 25 november 2006) was een Mexicaans zanger.
Elizalde was afkomstig uit de staat Sonora. Elizalde was vooral bekend als zanger van banda- en rancheraliederen. Een aantal van zijn meest bekende nummers zijn Vete ya, Ebrio de amor en Soy así. Ook heeft hij enkele narcocorrido's gezongen.
Op 25 november 2006 werd hij bij na afloop van een optreden in de grensstad Reynosa klemgereden en werd zijn auto door gewapende mannen met machinegeweren doorzeefd. Elizalde werd door zeker 28 kogels geraakt en overleed ter plaatse, evenals zijn chauffeur. Los Zetas, in dienst van het Golfkartel, worden verantwoordelijk gehouden voor de aanslag. Zij zouden Elizalde vermoord hebben omdat op Internet bij een film van een rivaliserend kartel een nummer van Elizalde als achtergrondmuziek gespeeld werd. Elizalde was 27 jaar oud.
- International Standard Name Identifier: 0000 0000 4676 7072
- Library of Congress Control Number: no2006088054
- MusicBrainz: f45cbc18-1561-4b76-9850-535e871cdd49
- Virtual International Authority File: 51447977
- WorldCat: E39PBJbRq4yYRXt9mwXpgrkYyd